# Лешјанин
Лешјани су породица Стојана Јовановића Лешјанина, државног саветника, министра унутрашњих послова, чији братанац је Рајко Лешјанин, други намесник кнежевског достојанства 1868, министар правде, а други братанац генерал Милојко Лешјанин, министар војни, начелник генералштаба, ослободилац Ниша.

## Дели-Јован из Лешја
Јован из Лешја код Параћина учествовао је у Кочиној крајини у фрајкору 1788. До 1796. живео је у Аустрији, када се враћа у Србију и прво живи у селу Кушиљево код Пожаревца, где му се родио син Стојан (1796-1866). Заједно са седамнаестогодишњим сином Стојаном борио се на Делиграду 1813. Од 1813. живео је са породицом у Аустрији, где је његов син Стојан завршио права. Други син се звано Радован Лешјанин, трговац у Параћину.

## Кнез Стојан Јовановић Лешјанин (1796-1866), министар
Стојан Јовановић Лешјанин, "одликовао се у радњи за присаједињење нахија параћинске, алексиначке и крушевачке Србији", државни саветник, министар унутрашњих послова 1858. борио се као младић од 17 година заједно са оцем на Делиграду 1813. Завршио права у Аустрији. Стојан Јовановић почео је да користи презиме Лешјанин 1833, пошто је у кнез Милошевој служби било више Јовановића. Умро је у Београду 1866.

### Милоје С. Лешјанин (1830–1867)
Милоје Лешјанин (1830–1867), син Стојана Лешјанина и Маре, био је секретар кнеза Михаила Обреновића, начелник министарства иностраних дела и писац државно-правих расправа. Милоје Лешјанин је студирао на боградском лицеју и на универзитетима у Хајделбергу, Берлину, Паризу и Енглеској. Био је у служби у министарству унутрашњих послова и у дипломатији у посланству у Цариграду, Француској и Црној Гори. Написао је спис Државна служба и државне слуге (1859). Био је члан Друштва српске словесности и Српског ученог друштва.
Милоје Лешјанин био је ожењен Босиљком Симић, кћерком Стојана Симића, сестром Ђорђа Симића. Босиљка Лешјанин била је дворска дама кнегиње Јулије.

## Радован Јовановић Лешјанин
Радован Јовановић Лешјанин, син дели Јована, брат Стојана Лешјанина, био је трговац у Параћину, где је и умро. Његов син је генерал Милојко Лешјанин, министар, канцелар краљевих ордена.

### Рајко Р. Лешјанин (1825–1872), кнежевски намесник (1868)
Проф. др Рајко Лешјанин (1825–1872), син Радована Лешјанина, братанац Стојана Лешјанина, брат генерала Милојка Лешјанина, правник, други намесник кнежевског достојанства 1868, министар правде. Био члан многих законодавних комисија. Био је ректор београдског Лицеја 1853-1856, члан Друштва српске словесности и Српског ученог друштва.

### Генерал Милојко Р. Лешјанин (1830-1896)
Генерал Милојко Лешјанин (1830-1896), син Радована Лешјанина, братанац Стојана Лешјанина, више пута министар војни, начелник генералштаба, професор и управник Војне академије. Завршио је Артиљеријску школу (Војну академију) у Београду, школовање наставио у Берлину и Паризу. Као капетан био је командир засебног одреда за време турског бомбардовања Београда 1862, у првом српско-турском рату 1876. био је командант Тимочке дивизије, а у другом рату као командант Тимочке и Моравске дивизије 1877-1878. потписао је турску предају Ниша, 29. децембра 1878. Генерал Милојко Лешјанин је са супругом Емилијом Лешјанин (1843-1913) имао сина Љубомира.

#### Пуковник Љубомир М. Лешјанин (1861-1933)
Пуковник Љубомир Лешјанин (1861-1933), син генерала Милојка Лешјанина, био је ожењен Даринком Лешјанин (1868-1942). Оставили су задужбину Лешјанин.

### Милосав Лешјанин
Милосав Лешјанин, касациони судија, са супругом Александром имао је сина Јована Лешјанина (1846-1888), пред. трговинског суда, Љубомира, Босиљку, Марицу.

#### Јован Лешјанин (1846-1888)
Јован Лешјанин (1846-1888) био је председник трговинског суда.

## Милисав Лешјанин
Постојао је Милисав Лешјанин (Лешје, 10. мај 1862 — Београд, 24. октобар 1931), пуковник, припадник ове фамилије, родитељи су му били Милета и Јелена. Био је ожењен Катарином, ћерком среског начелника Милоја Мајсторовића. Имали су сина и ћерку.

## Сродство
Лешјанини су били у сродству са Симићима и др.

## Имања и задужбине
Пуковник Љубомир Лешјанин и његова жена Даринка Лешјанин основали су Задужбину Лешјанин у Београду 3. октобра 1942. године (одлуком Министарства просвете). Задужбина је основана на основу тестамента Даринке Лешјанин из Београда, удовице пуковника Љубомира Лешјанина. Имовину задужбине чинила је непокретна имовина, члац са зградом у Београдук, а циљ задужбине је био дасе од прихода остварених од закупнине школује добар и сиромашан ученик из породице Лешјанин или ђак из села Лешја или староседелац из Прокупља. Питомац из Лешја би требало да изучава агрономске науке, а питомац из Прокупља може и сам да се определи.
Законом о национализацији из 1958. године зграда и плац су национализовани и налазе се у Фонду дипломатских зграда и у њој борави амбасада Републике Иран.